# Liste der Bischöfe von Le Puy-en-Velay
Die folgenden Personen waren Bischöfe von Le Puy-en-Velay (Frankreich):
- Heiliger Voisy 374
- Heiliger Aurele I.
- Heiliger Suacre 396
- Heiliger Sautaire
- Heiliger Armentaire 451
- Heiliger Benigne
- Heiliger Faustin ca. 468
- Heiliger Georg ca. 480
- Heiliger Marcellin 6. Jh.
- Forbius ca. 550
- Aurele II. ca. 585
- Heiliger Agreve 602
- Eusebius ca. 615
- Basilius ca. 635
- Kutilius ca. 650
- Heiliger Eudes ca. 670
- Duicidius ca. 700
- Hilgericus ca. 720?
- Tornoso ca. 760?
- Macaire ca. 780
- Borice 811
- Dructan ca. 850
- Hardouin 860, 866
- Guido I. 875
- Norbert de Poitiers 876–903
- Adalard 919–924
- Hektor 925?–934?
- Godescalc 935–955
- Bégon 961
- Peter I. 970?
- Guido II. von Anjou 975–996
- Étienne de Gévaudan 996–998
- Theotard 999
- Guido III. 1004
- Frédol D’Anduze 1016
- Stephan de Mercoeur 1031–1052
- Peter II. de Mercoeur 1053–1073
- Stephan von Auvergne 1073
- Stephan de Polignac 1073–1077 (Haus Polignac)
- Adhemar de Monteil 1082–1098
- Pons de Tournon 1102–1112
- Pons Maurice de Monfboissier 1112–1128
- Humbert D’Albon 1128–1144
- Peter III. 1145–1156
- Pons III. 1158
- Pierre de Solignac 1159–1191
- Aimard 1192–1195
- Odilon de Mercoeur 1197–1202
- Bertrand de Chalencon 1202–1213 (Haus Chalençon)
- Robert de Mehun 1213–1219
- Étienne de Chalencon 1220–1231 (Haus Chalençon)
- Bernard de Rochefort 1231–1236
- Bernard de Montaigu 1236–1248
- Guillaume de Murat 1248–1250
- Bernard de Ventadour 1251–1255
- Armand de Polignac 1255–1257 (Haus Polignac)
- Guy Foulques 1257–1260
- Guillaume de La Roue 1260–1282
- Guido V. 1283
- Frédol de Saint-Bonnet 1284–1289
- Guy de Neuville 1290–1296
- Jean de Comines 1296–1308
- Bernard de Castanet 1308–1317
- Guillaume de Brosse 1317–1318 (Haus Brosse)
- Durandus von St. Pourçain 1318–1326
- Pierre Gorgeul 1326–1327
- Bernard Brun 1327–1342
- Jean Chandorat 1342–1356
- Jean du Jaurens 1356–1361
- Bertrand de La Tour 1361–1382 (Haus La Tour d’Auvergne)
- Bertrand de Chanac 1382–1385
- Pierre Girard 1385–1390
- Gilles de Bellemère 1390–1392
- Itier de Martreuil 1392–1394
- Pierre d’Ailly 1395–1397
- Elie de Lestrange 1397–1418
- Guillaume de Chalencon 1418–1443 (Haus Chalençon)
- Jean de Bourbon 1443–1485
- Geoffroi III. de Pompadour 1486–1514
- Antoine de Chabannes 1514–1535 (Haus Chabannes)
- François de Sarcus 1536–1557|
- Martin de Beaune 1557–1561
- Antoine de Sénecterre 1561–1593
- Jacques de Serres 1596–1621
- Just de Serres OSB 1621–1641
- Henri Cauchon de Maupas du Tour 1641–1661 (dann Bischof von Évreux)
- Armand de Béthune 1661–1703 (Haus Béthune)
- Claude de La Roche-Aymon 1703–1720
- Godefroy Maurice de Conflans 1721–1725
- François-Charles de Beringhen d’Armainvilliers 1725–1742
- Jean-Georges Lefranc de Pompignan 1742–1774 (dann Erzbischof von Vienne) † 1790
- Joseph-Marie de Galard de Terraube 1774–1790 (1801)
- Jean-Pierre de Gallien de Chabons 1817–1822 (dann Bischof von Amiens)
- Louis-Jacques-Maurice de Bonald 1823–1839 (danach Erzbischof von Lyon und Kardinal)
- Pierre-Marie-Joseph Darcimoles 1840–1846 (danach Erzbischof von Aix)
- Joseph-Auguste-Victorin de Morlhon 1846–1862
- Pierre-Marc Le Breton 1863–1886
- André-Clément-Jean-Baptiste-Joseph-Marie Fulbert Petit 1887–1894 (danach Erzbischof von Besançon)
- Constant-Ludovic-Marie Guillois 1894–1907 (dann Titularerzbischof von Pessinus)
- Thomas François Boutry 1907–1925
- Norbert Georges Pierre Rousseau 1925–1939
- Joseph-Marie-Eugène Martin 1940–1948 (dann Erzbischof von Rouen und Kardinal)
- Joseph-Marie-Jean-Baptiste Chappe 1949–1960
- Jean-Pierre-Georges Dozolme 1960–1978
- Louis-Pierre-Joseph Cornet 1978–1987 (dann Bischof von Meaux)
- Henri Brincard CRSA 1988–2014
- Luc Crépy CIM 2015–2021
- Yves Baumgarten seit 2022